# Фаноль Пердедай
Фаноль Пердедай (алб. Fanol Përdedaj, нар. 16 липня 1991, Джяковіца) — косовський та німецький футболіст, півзахисник клубу «Мюнхен 1860» та національної збірної Косова.

## Клубна кар'єра
Народився 16 липня 1991 року в місті Джяковіца, СФРЮ (нині — Косово). Вихованець футбольної школи клубу «Герта», де він займався футболом з червня 2002 року. Перед стартом сезону 2009/10 він був викликаний головним тренером берлінців Люсьєном Фавром у дорослу команду. Однак він лише в кількох матчах числився в запасі «Герти», а регулярно грав за резервну команду, яка виступала в Регіональній лізі (четвертий рівень в системі німецьких футбольних ліг).
14 серпня 2010 року через травми Фабіана Лустенбергера і Паля Дардаї Пердедаю вдалося дебютувати за основну команду, сталося це в матчі Кубка Німеччини проти «Пфуллендорфа». А через 6 днів Пердедай зіграв свій перший матч за берлінців у Другій Бундеслізі, в якому «Герта» вдома обіграла «Рот-Вайс» (Обергаузен).
У листопаді 2010 року Пердедай продовжив контракт з «Гертою» до 2015 року. 3 березня 2012 року він дебютував у німецькій Бундеслізі в переможному домашньому матчі проти «Вердера». На післяматчевій прес–конференції головний тренер берлінців Отто Рехагель назвав Пердедая «Раєм» (нім. Paradies): почасти через його вдалу гру у матчі, а почасти через те, що наставник так і не зумів правильно вимовити прізвище підопічного. Пердедай з'являвся на полі ще в 7 з 10 матчів, що залишилися «Герті» в чемпіонаті 2011/12. 
В останній день літнього трансферного вікна 2012 року Пердедай на правах оренди перейшов у данський клуб «Люнгбю», який виступав у той час у Першому дивізіоні. Там Фаноль зіграв у 22 матчах, проте так і не допоміг команді вийти в Суперлігу, а після повернення до берлінського клубу грав виключно за дубль.
17 січня 2014 року Пердедай підписав півторарічний контракт з клубом німецької Другої Бундесліги «Енергі». Команда з підсумками сезону покинула лігу, і наступний рік Пердедай грав у Третій лізі.
Влітку 2015 року перейшов у «Франкфурт», але зайняв з командою передостаннє 17 місце і такожи вилетів у Третю лігу, після чого перейшов у «Мюнхен 1860», що також грав у другому дивізіоні.

## Виступи за збірні
2009 року дебютував у складі юнацької збірної Німеччини, взяв участь у 10 іграх на юнацькому рівні.
2010 року залучався до складу молодіжної збірної Німеччини. На молодіжному рівні зіграв у 7 офіційних матчах.
5 березня 2014 року дебютував в офіційних іграх у складі національної збірної Косова у товариському матчі проти збірної Гаїті, вийшовши у стартовому складі. Цей матч був першим офіційно визнаним матчем збірної. Наразі провів у формі головної команди країни 7 матчів.
| Дата       | Місто              | Господарі         | Результат | Гості  | Турнір            | Голи | Примітки |
| ---------- | ------------------ | ----------------- | --------- | ------ | ----------------- | ---- | -------- |
| 03/06/2016 | Франкфурт-на-Майні | Фарерські острови | 0 – 2     | Косово | товариський матч  | -    |          |
| 05/09/2016 | Турку              | Фінляндія         | 1 – 1     | Косово | Відбір до ЧС 2018 | -    |          |
| Усього     |                    | Матчів            | 2         |        | Голів             | 0    |          |